# Gräfin Cosel (Schiff)
Die Gräfin Cosel ist ein Fahrgastschiff, das im Jahr 1994 für die Sächsische Dampfschiffahrt auf der Elbe in Dienst gestellt wurde. Die Schiffstaufe am 27. Juni 1994 übernahm Eva-Maria Iltgen, die Gattin des damaligen Präsidenten des Sächsischen Landtages. Die Jungfernfahrt erfolgte anschließend im Rahmen der Schlösserfahrt. Die Namensgeberin ist die Gräfin von Cosel, eine Mätresse Augusts des Starken, des ehemaligen Kurfürsten Sachsens.

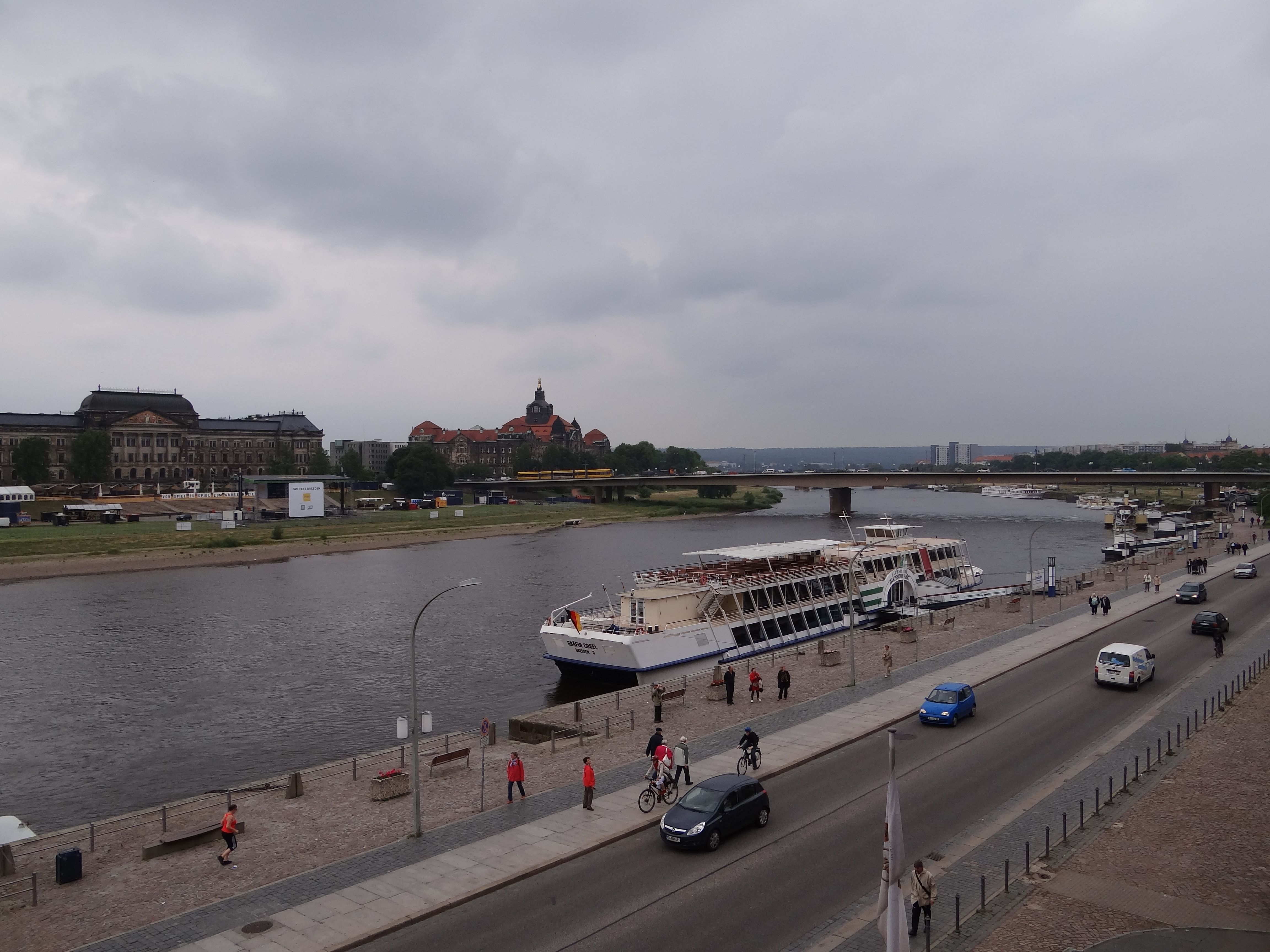
Die Gräfin Cosel am Terrassenufer in der Nähe der Carolabrücke im Stadtteil Innere Altstadt in Dresden

## Das Schiff
Gebaut wurde das Fahrgastschiff bei den Deutsche Binnenwerften in Tangermünde. Es ist 75,03 Meter lang, 10,65 Meter breit und hat einen mittleren Tiefgang von 0,95 Meter. Angetrieben wird das Schiff von zwei MAN-Dieselmotoren mit je einer Leistung von 460 PS.

## Ausstattung
Es sind ein Bordrestaurant mit 136 Plätzen, ein Café mit 88 Plätzen und eine Bar für 56 Personen vorhanden. Auf dem Außendeck haben bis zu 70 weitere Personen Platz. Die vier Salons an Bord sind mit Klimaanlagen ausgestattet. Es sind eine Behinderten-Toilette und ein Babywickelraum sowie Gepäckschließfächer an Bord. Daneben ist eine Musik-, TV-Anlage und andere Multimediatechnik an Bord. Das untere und das mittlere Passagierdeck sind mit großen Panoramafenstern versehen. Das Schiff ist nicht vollständig barrierefrei.

## Sonstiges
Das Schwesterschiff ist die August der Starke, die ebenfalls einen gleichnamigen Vorgängerbau ersetzte (August der Starke ex. Ernst Thälmann).